# Casino de Forges-les-Eaux
Le Casino de Forges-les-Eaux, dans le domaine de Forges-les-Eaux, appartient au Groupe Partouche depuis 1986. Il propose, en plus des jeux, quatre hôtels-restaurants, un spa et un golf.

## Histoire
Le premier casino de la ville est construit au début du XIXe siècle et détruit en 1872 dans le cadre d'un nouveau projet plus adapté aux besoins de l'époque. Un incendie détruit le nouvel édifice en 1896, ce qui entraine rapidement la construction d'un nouveau casino, inauguré au début du XXe siècle. Il est réaménagé dans les années 1950 lorsqu'il devient propriété de Jacques Hébertot qui acquiert également la station thermale de Forges-les-Eaux.
Le casino est acquis par le groupe Partouche en 1986 et figure aujourd'hui parmi les quinze premiers casinos français. 